# クリストファー・リピット
クリストファー・リピット（Christopher Lippitt、1744年 – 1824年）は、アメリカ独立戦争時の将軍、実業家。

## 生い立ち
同名のクリストファー・リピット（1712年 – 1764年）とキャサリン（・ホールデン）・リピットの第4子として生まれた。1715年以来リピット家はクランストン南西部ホープ周辺のリピット・ヒルを所有していた。21歳でGeneral Assemblyに選出され、独立戦争まで務めた。22歳で民兵大尉、治安判事となった。製材所や農場を所有し、1774年の国勢調査で6人、1790年には2人の奴隷を所有していた。

## アメリカ独立戦争
1775年にアメリカ独立戦争が勃発すると、ロードアイランド植民地連隊中佐及びプルーデンス島をイギリス海軍から防衛するミニットマン中佐となった。  1776年、連隊はジョージ・ワシントンの要請で大陸軍に加わり、モーニングサイド・ハイツへ進軍した。プリンストンの戦い、ホワイト・プレインズの戦い、トレントンの戦いで連隊を指揮した。最終的に大陸軍准将となり、モリスタウンで冬を過ごし、春に連隊の兵役期限が切れるとロードアイランドに戻った。帰還後すぐの1780年、同州民兵の准将に昇進し、フランス軍がニューポートを占拠すると旅団を指揮した。1783年まで大将を務めた。

## 戦後
戦後、農業に戻り、ロードアイランド州議会に選出され、ロードアイランド州最高裁判所裁判官に任命された。リピットは1780年代に一度、ロードアイランド州では不評だった合衆国憲法の採択を支援したため、公職を解任された。
リピットは敬虔なクリスチャンで、地元のメソジストであった。母には聖公会信者として育てられた。独立戦争中、ニューヨークで勤務し、弟チャールズからメソジストを紹介された。1791年、著名な伝道者ジェシー・リーを家に招待し、教えを受けた。この時、妻と娘がメソジストになった。1800年、農場に小さな礼拝堂を建てたが、それ以前から自宅を礼拝堂として提供していた。 その後、Peace Societyに参加した。
1805年、クランストンに今日リピット・ヒル・ファーム（Lippitt Hill Farm）として知られる自宅を建てた。
1809年、弟チャールズ、さらには、ベンジャミン・アボーン、ジョージ・ジャクソン、アマサ・メイソン、ウィリアム・メイソンと共に紡績工場Lippitt Manufacturing Companyを創設した。これは19世紀を通じて成長し、数世代で高収益の大企業になった。元々の建物はリピット村（現ウェスト・ウォリック）に現存している。

## 家族
1777年にウェイティ・ハリス（1755年 – 1836年）と結婚し、以下の子供をもうけた。
1. スザンナ（1778年 - 1818年）
2. 息子（1779年）
3. 息子（1781年）
4. 息子（1782年）
5. クリストファー・ジュニア（1783年 - ）
6. ウェイティ（1784年 - ）
7. 娘（1785年）
8. ウィリアム（1786年 - 1872年）
9. ジョゼフ（1790年 - ） - オハイオ州に定住。
10. 息子（1793年）
11. メアリー（1795年 - ）
12. ベンジャミン（1797年 - 1803年）

## リピット家の末裔
- チャールズ・リピット - 政治家。
- ヘンリー・リピット - 政治家。
- ヘンリー・F・リピット - 政治家。
- ジョン・チェイフィー - 政治家。
- リンカーン・チェイフィー - 政治家。